# 24969 Лукафіні
24969 Лукафіні (24969 Lucafini) — астероїд головного поясу, відкритий 13 лютого 1998 року.
Тіссеранів параметр щодо Юпітера — 3,363.